# スティーヴ・クーパー
スティーヴ・クーパー（Steve Cooper、1979年12月10日 - ）は、ウェールズ・ポンティプリッド出身の元サッカー選手、現サッカー指導者。現役時代のポジションはディフェンダー。

## 経歴
現役時代は主にウェールズ国内のクラブでプレーし、わずか5年間でキャリアを終えている。
現役引退後は古巣レクサムAFCのアカデミーで指導者キャリアをスタートさせ、リヴァプールFCの下部組織を経て2014年10月にU-16イングランド代表監督に就任した。翌年には内部昇格という形でU-17を率いることとなり、2017年の2017 FIFA U-17ワールドカップではチームを優勝に導いた。この時期に指導にあたった選手にはジェイドン・サンチョやフィル・フォーデン、カラム・ハドソン＝オドイといった選手がいた。
2019年6月14日、スウォンジー・シティAFCの監督に就任し、3年契約を結んだ。就任初年度の2019-20シーズンにはEFLチャンピオンシップで6位に導き、昇格プレーオフでブレントフォードFCに敗れたものの昇格まであと一歩に迫った。
2021年9月21日、2年契約でノッティンガム・フォレストFCの監督に就任した。就任時は最下位に沈んでいたチームをプレーオフ出場圏内まで復調させ、プレーオフ決勝でハダースフィールド・タウンFCを1-0で破ってプレミアリーグ昇格を決めた。
2023年12月19日、成績不振により解任。
2024年6月20日、プレミアリーグ再昇格のレスター・シティFCの監督に就任。任期は3年。
2024年11月24日、成績不振を理由に解任された。

## 戦術
指導者として志すスタイルは、ボールを繋いで相手ゴールへと迫るポゼッションフットボールである。それを目指すに至った経緯としてFCバルセロナBなどの監督を務めたホセ・セグラの名を挙げている。

## 監督成績
2024年11月25日現在
| チーム                     | 就任日         | 退任日         | 成績 | 成績 | 成績 | 成績 | 成績   |
| チーム                     | 就任日         | 退任日         | 試   | 勝   | 分   | 負   | %      |
| -------------------------- | -------------- | -------------- | ---- | ---- | ---- | ---- | ------ |
| U-16イングランド代表       | 2014年10月13日 | 2015年7月28日  | 8    | 4    | 2    | 2    | 050.00 |
| U-17イングランド代表       | 2015年7月28日  | 2019年6月13日  | 66   | 45   | 11   | 10   | 068.18 |
| スウォンジー・シティ       | 2019年6月13日  | 2021年7月21日  | 105  | 47   | 28   | 30   | 044.76 |
| ノッティンガム・フォレスト | 2021年9月21日  | 2023年12月19日 | 108  | 42   | 27   | 39   | 038.89 |
| レスター・シティ           | 2024年6月20日  | 2024年11月24日 | 15   | 3    | 5    | 7    | 020.00 |
| 通算成績                   | 通算成績       | 通算成績       | 302  | 141  | 73   | 88   | 046.69 |

## タイトル

### 監督
U-17イングランド代表
- FIFA U-17ワールドカップ : 1回 (2017)

### 個人
- EFLチャンピオンシップ月間最優秀監督賞 : 3回 (2019年8月、2021年1月、2022年4月)